# Julius Rosenbaum
Julius Rudolph Rosenbaum, född 18 februari 1848 i Sala, död 31 december 1929 i Köpenhamn, var en svensk-dansk grafiker, målare och tecknare.
Han var son till musikern Samuel Johannes Rosenbaum och Laura Margrethe Lassen och från 1874 gift med skådespelaren Bernhardine Marie Christence Kruse. Rosenbaum utbildade sig först till litograf hos Isaac Wilhelm Tegner och Adolph Kittendorff i Köpenhamn samtidigt som han deltog i undervisningen vid Köpenhamns tekniska skola därefter studerade han vid Det Kongelige Danske Kunstakademi 1864-1868. Efter studierna var han verksam i Köpenhamn som litograf och tilldelades ett stipendium som medförde att han kunde vistas utomlands och bedriva självstudier hela 1892. I hans produktion märks några original grafikblad som utgavs av Danska Redeerforeningen. Han medverkade ett flertal gånger i utställningarna på Charlottenborg i Köpenhamn och i utställningar i Stockholm och München. Han har som litograf reproducerat ett flertal av Kristian Zahrtmann och Jens Ferdinand Willumsens verk. Hans konst består av framför allt porträtt utförda i olja, teckning, litografi eller etsningar.